# 韋察

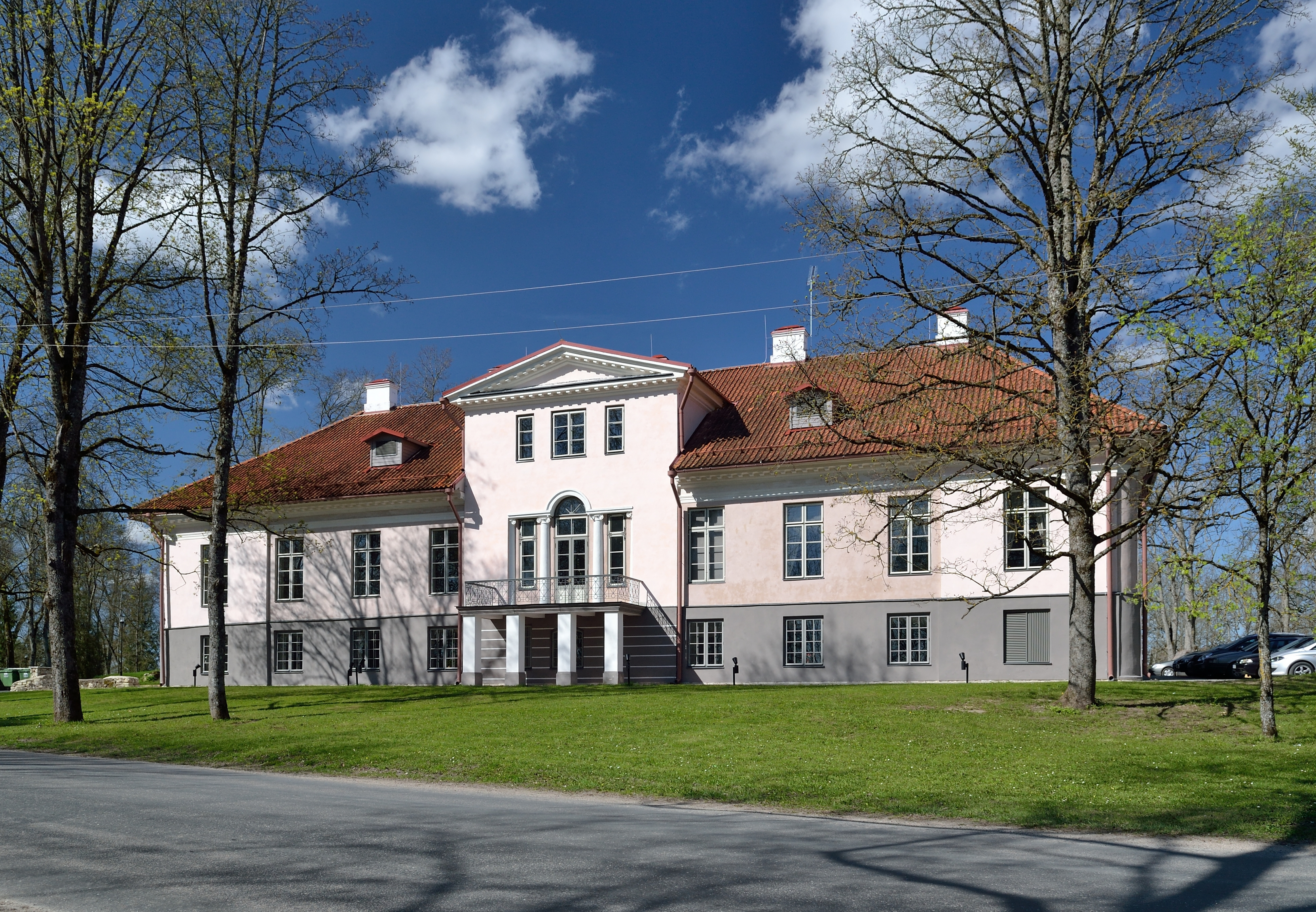
韦察庄园

韋察，是愛沙尼亞耶爾瓦縣蒂里市镇内的小鎮，位於該國中部，處於派德以西8公里，海拔高度67米，2006年該小鎮人口704。
2017年爱沙尼亚行政改革之前，韦察曾是原韋察市镇的行政中心。